# Consejo Electoral Nacional de Cuba
El Consejo Electoral Nacional (CEN) es el órgano del Estado cubano que tiene como misión fundamental organizar, dirigir y supervisar las elecciones, consultas populares, plebiscitos y referendos que se convoquen. Además tramita y responde las reclamaciones que en materia electoral se establezcan. Fue establecido con la proclamación de la Constitución de la República de 2019.
El Consejo Electoral Nacional tiene independencia funcional respecto a cualquier otro órgano y responde por el cumplimiento de sus funciones ante la Asamblea Nacional del Poder Popular e informa de los procesos electorales a la nación. Está integrado por el presidente, vicepresidente, el secretario y los vocales previstos en la ley; estos integrantes son elegidos y revocados según corresponda por la Asamblea Nacional del Poder Popular o en su caso el Consejo de Estado. No pueden ser miembros de los órganos electorales a todos los niveles los que resulten nominados u ocupen cargos de elección popular.
En la historia electoral cubana varios órganos tuvieron al función de organizar y controlar los procesos electorales: La Junta Electoral (Constitución de 1901); Tribunal Superior Electoral (Constitución de 1940); Comisión Electoral Nacional (Constitución de 1976). De los anteriores, sólo el Tribunal Superior Electoral era un órgano independiente y permanente, los otros se conformaban en el momento de las elecciones y eran dependientes en su funcionamiento de los cuerpos parlamentarios.
En Cuba, todos los ciudadanos con capacidad legal para ello, tienen derecho a intervenir en la dirección del Estado, bien directamente o por intermedio de sus representantes elegidos para integrar los órganos del Poder Popular y a participar, en este propósito, en la forma prevista en la ley, en elecciones periódicas, plebiscitos y referendos populares, que serán de voto libre, igual, directo y secreto. Cada elector tiene derecho a un solo voto.